# 格罗萨塔
格罗萨塔（Torre Grossa，大塔）是意大利托斯卡纳圣吉米尼亚诺最高的塔（因此得名），高54米，位于主教座堂广场，毗邻圣吉米尼亚诺圣母升天协同教堂和市政宫（新执政官宫）。该塔始建于1300年8月21日，1311年落成。原属于 Ardinghelli 家族。
登塔可瞭望托斯卡纳乡村的美丽景色。格罗萨塔与博物馆同票参观。

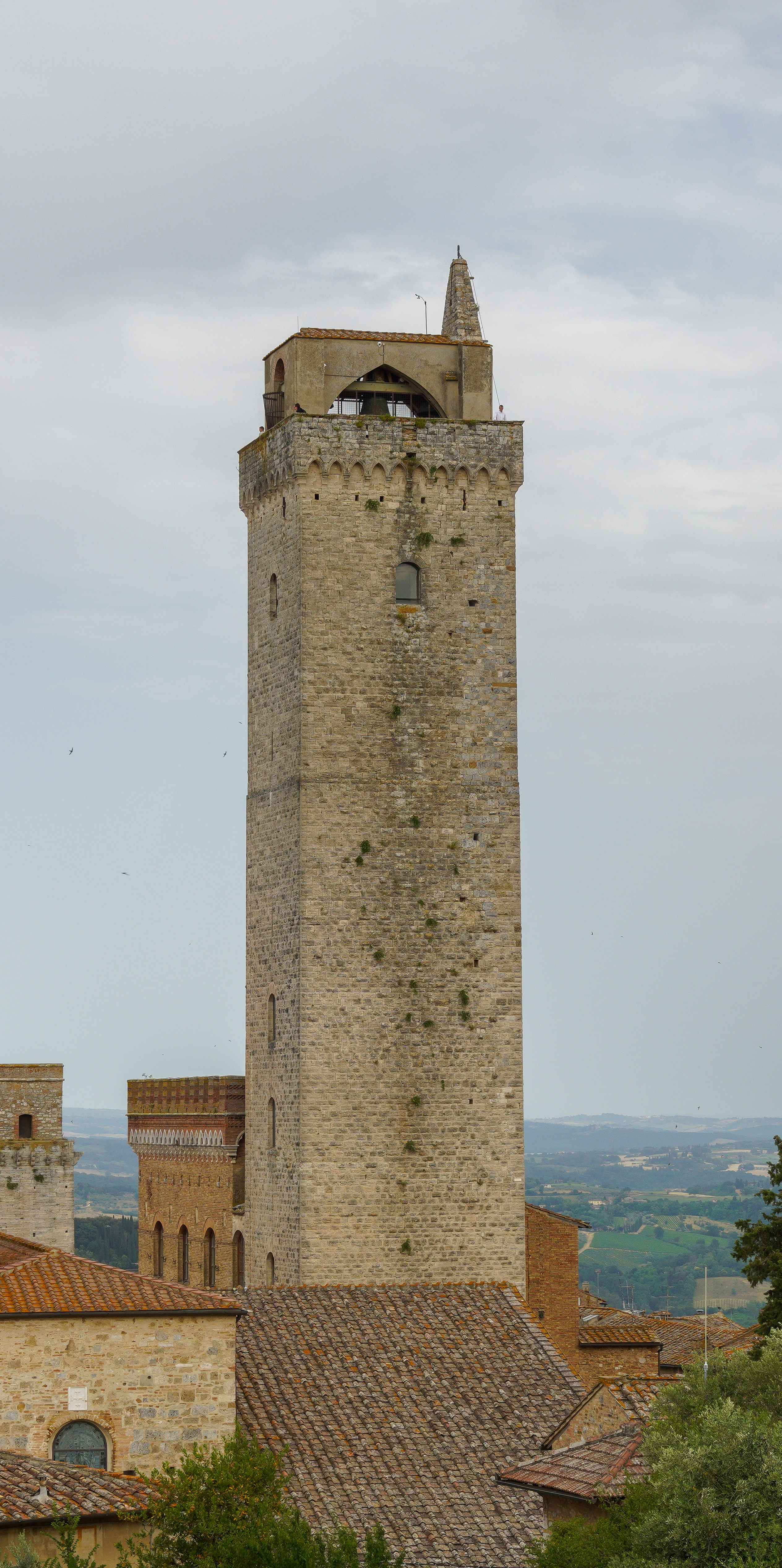
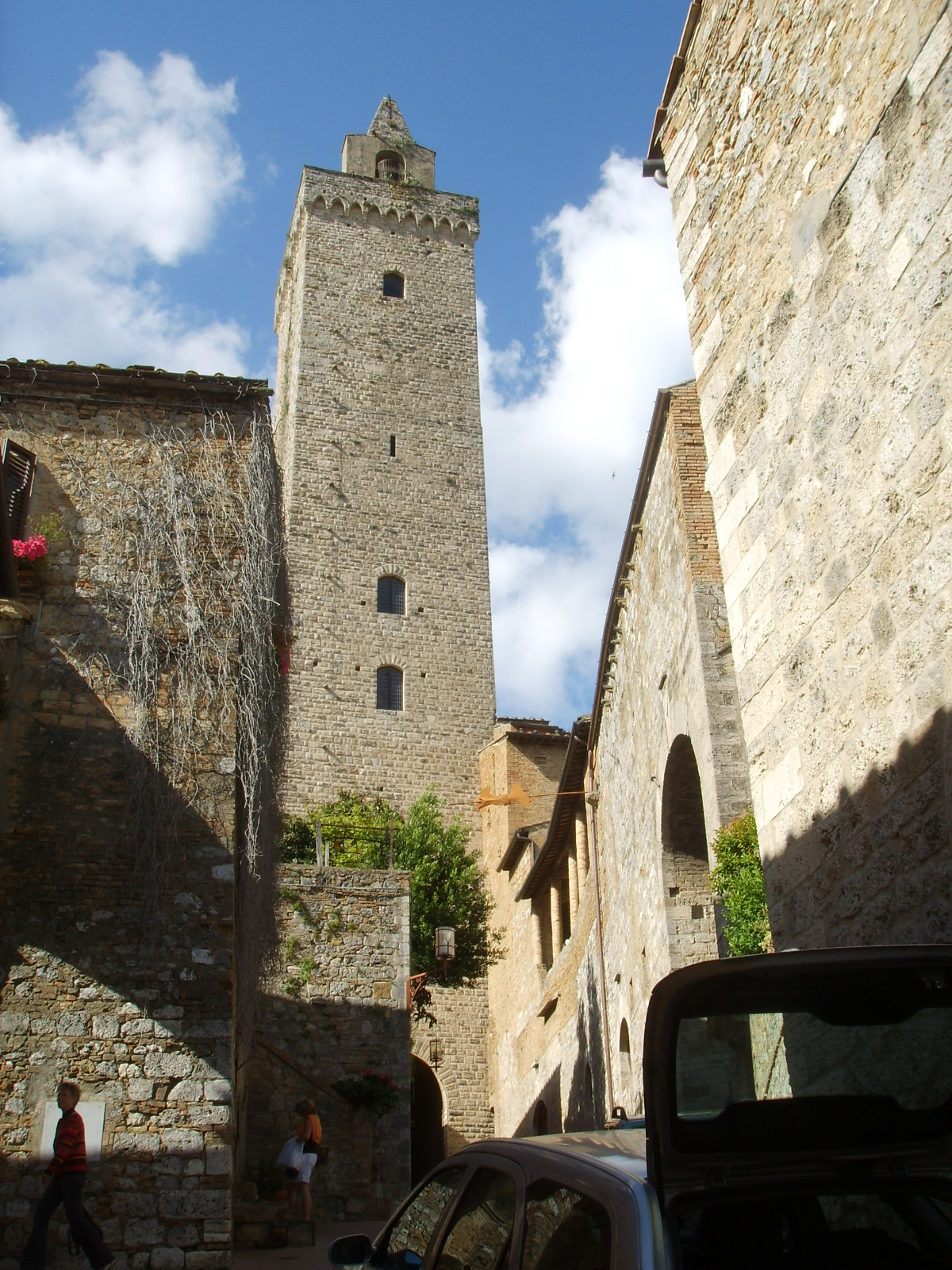
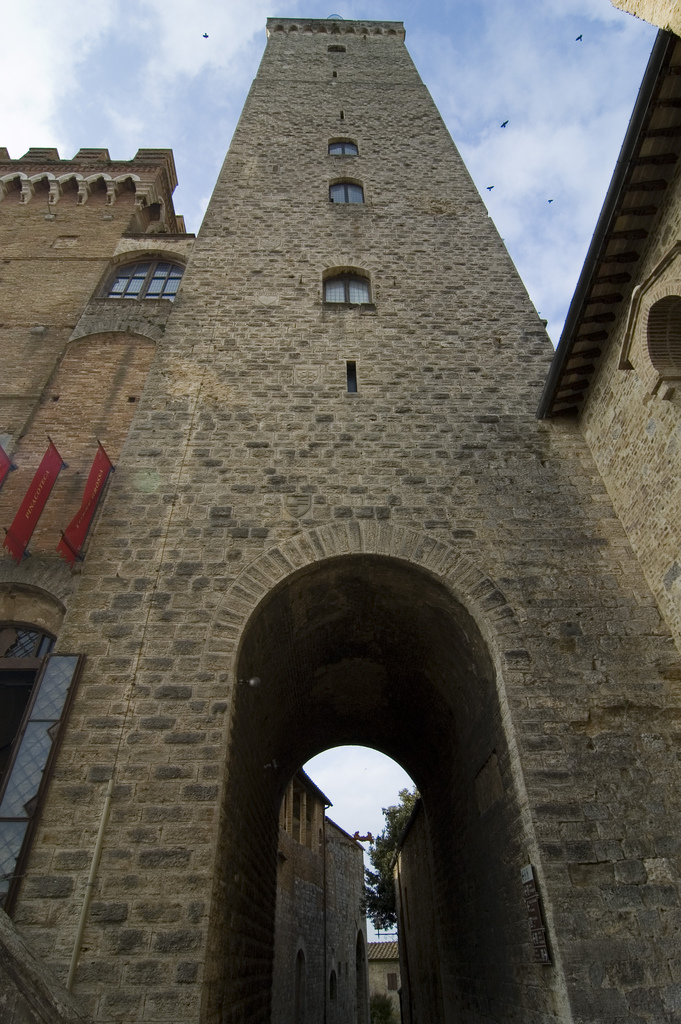
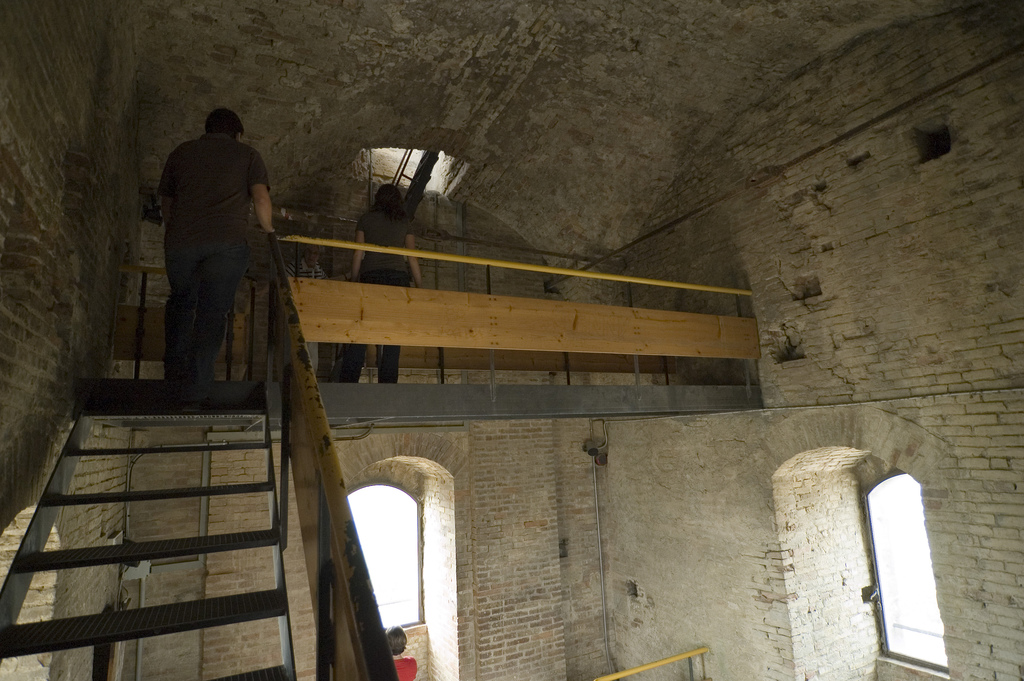